# Филмски постер
Филмски постер је слика већег формата (постер) који се користи као реклама за промоцију филма. У почетку филмске индустрије то је поред разгласа била једина реклама када се филм приказује у неком биоскопу. Филмски постери су се штампали у великом броју и пред приказивање филма у неком месту се лепили по граду на огласним таблама и у излогу биоскопа.
За филмски постер се користи још и назив филмски плакат. 
Филмски постери обично садрже имена и слике главних глумаца или слике најкарактеристичнијих сцена из филма. Обично су на постеру наведена и : имена режисера, композитора, директора филма ...
За неке филмове су посебно рађени Филмски постери тако да представљају права уметничка дела. У филмским музејима се чувају филмски постери многих филмова а постоје и колекционари који скупљају филмске постере.

## Филмски постери
Преглед неких занимљивих Филмских постера:

## Ауторска права
Филмски постери су заштићени ауторским правима и на Википедији се користе по доктрини Поштена употреба и Закону о ауторском праву САД